# Catedral de São Sebastião (Coronel Fabriciano)
A co-catedral de São Sebastião é um templo religioso católico localizado no município brasileiro de Coronel Fabriciano, no interior do estado de Minas Gerais. Foi inaugurada em 4 de julho de 1993 e representa desde então o título de cossede da Diocese de Itabira-Fabriciano, ao lado da Catedral Nossa Senhora do Rosário como sé episcopal, em Itabira.
Foi construída como alternativa às lotações da Igreja Matriz de São Sebastião, devido à crescente quantidade de frequentadores das atividades da Paróquia São Sebastião. Sua arquitetura original, em estilo contemporâneo, foi inspirada na Catedral de Tóquio; esta, por sua vez, baseada em tendas que serviam como santuários móveis no deserto descritas na passagem bíblica de Êxodo (26:14). Constitui-se um dos principais atrativos de Coronel Fabriciano e tem capacidade para comportar 1 200 pessoas.
Em 12 de maio de 2022, um desabamento de parte do telhado levou à interdição do templo. Em agosto do ano seguinte foi apresentado o projeto de reconstrução do telhado e de reforma estrutural. Fazem parte de sua história a miniatura da Estação do Calado, uma escultura de São Sebastião de grande porte e um órgão de tubos que foi adquirido por Dom Lélis Lara, além das celebrações religiosas regulares.

## História

Fachada da Catedral de São Sebastião (2015)

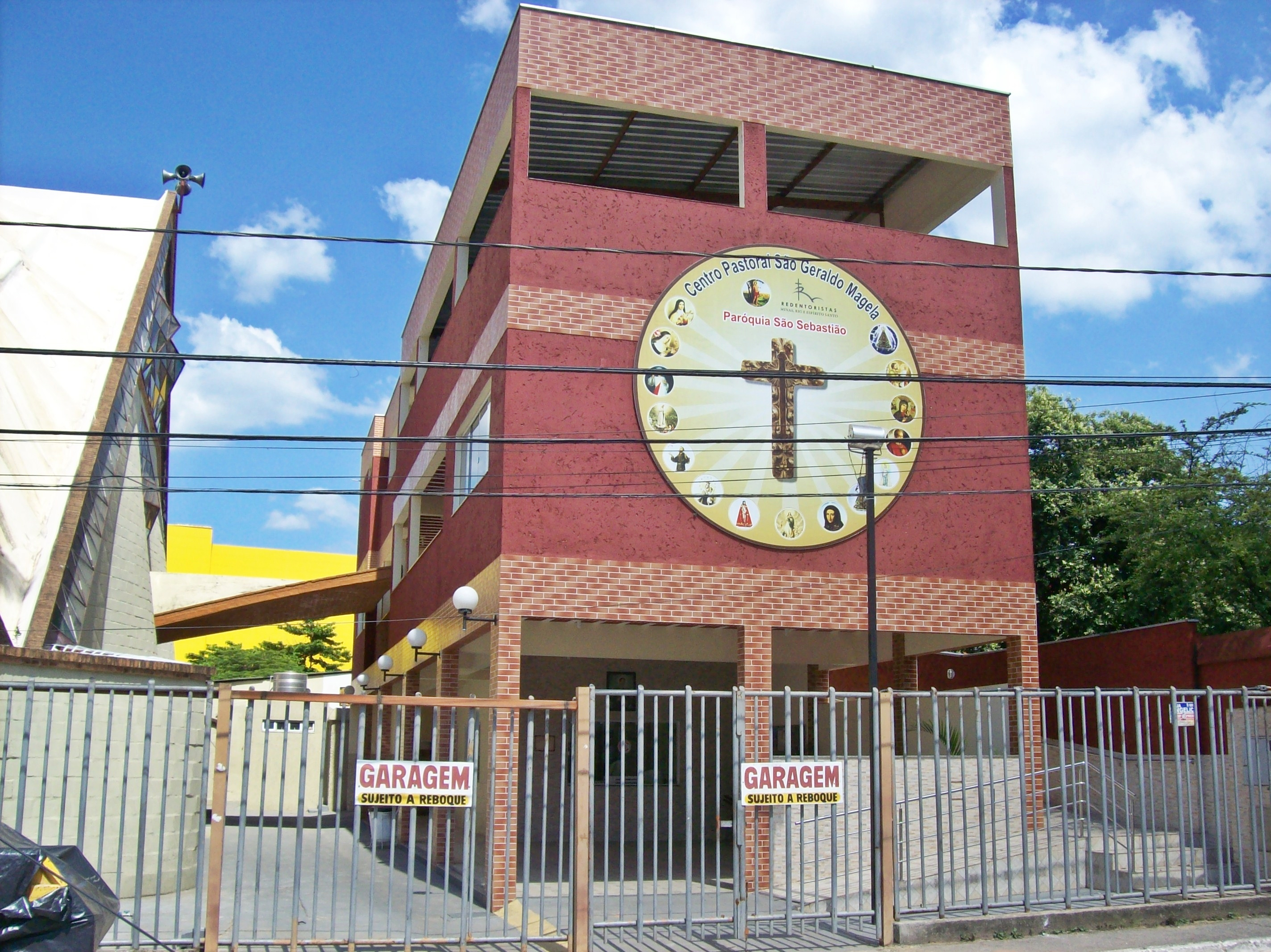
Centro Pastoral São Geraldo Magela, inaugurado em 2013.

A construção da co-catedral de São Sebastião vinha sendo especulada devido às lotações da Igreja Matriz de São Sebastião — esta inaugurada em 1949 —, em função da crescente quantidade de frequentadores das atividades da Paróquia São Sebastião. Em 1974, as celebrações religiosas que tinham expectativa de maior público passaram a ser realizadas no Salão Paroquial Dom Lélis Lara (antigo Salão Paroquial São José), situado em frente à Matriz.
Em 1979, Coronel Fabriciano foi declarada como cossede da até então Diocese de Itabira, que se transformou na Diocese de Itabira-Fabriciano, e com isso a função de co-catedral foi atribuída à Igreja Matriz de São Sebastião. Contudo, a campanha para a construção de um templo maior foi iniciada em fevereiro de 1987. O projeto arquitetônico foi concebido pelo arquiteto Ronei Lombardi Filgueiras, sendo os trabalhos liderados pelo então pároco padre Élio da Silva Atahyde. Na manhã de 20 de janeiro de 1988, foi lançada a pedra fundamental, após uma missa e procissão solenes partindo da Matriz. No decorrer das obras uma série de atividades e eventos, como barraquinhas, espetáculos musicais, bailes e competições, foi realizada visando a levantar o lucro necessário.
O templo foi erguido em um terreno cedido pela Congregação das Irmãs Carmelitas da Divina Providência, pertencente à extensão do Colégio Angélica. Os três módulos que compunham o telhado foram construídos com aço doado pela Usiminas. Ainda no final da década de 1980, a paróquia adquiriu todas as 1 300 cadeiras do antigo Cine Marrocos, compradas e então doadas pelos próprios fiéis após o fechamento da sala de cinema.
A inauguração e consagração da catedral ocorreram em 4 de julho de 1993, em uma solenidade que contou com a participação de 38 religiosos. Com a sua conclusão, o novo templo passou a representar a condição de co-catedral da Diocese de Itabira-Fabriciano. Em 2006, a Missa da Unidade, com a bênção dos santos óleos na Quinta-feira Santa, foi realizada pela primeira vez na cossede diocesana. A celebração da diocese ocorria apenas em Itabira até então e passou a ser alternada entre as cidades a partir desse ano. Em um ano acontece em Coronel Fabriciano e no seguinte em Itabira.

### Desabamento do telhado e reconstrução

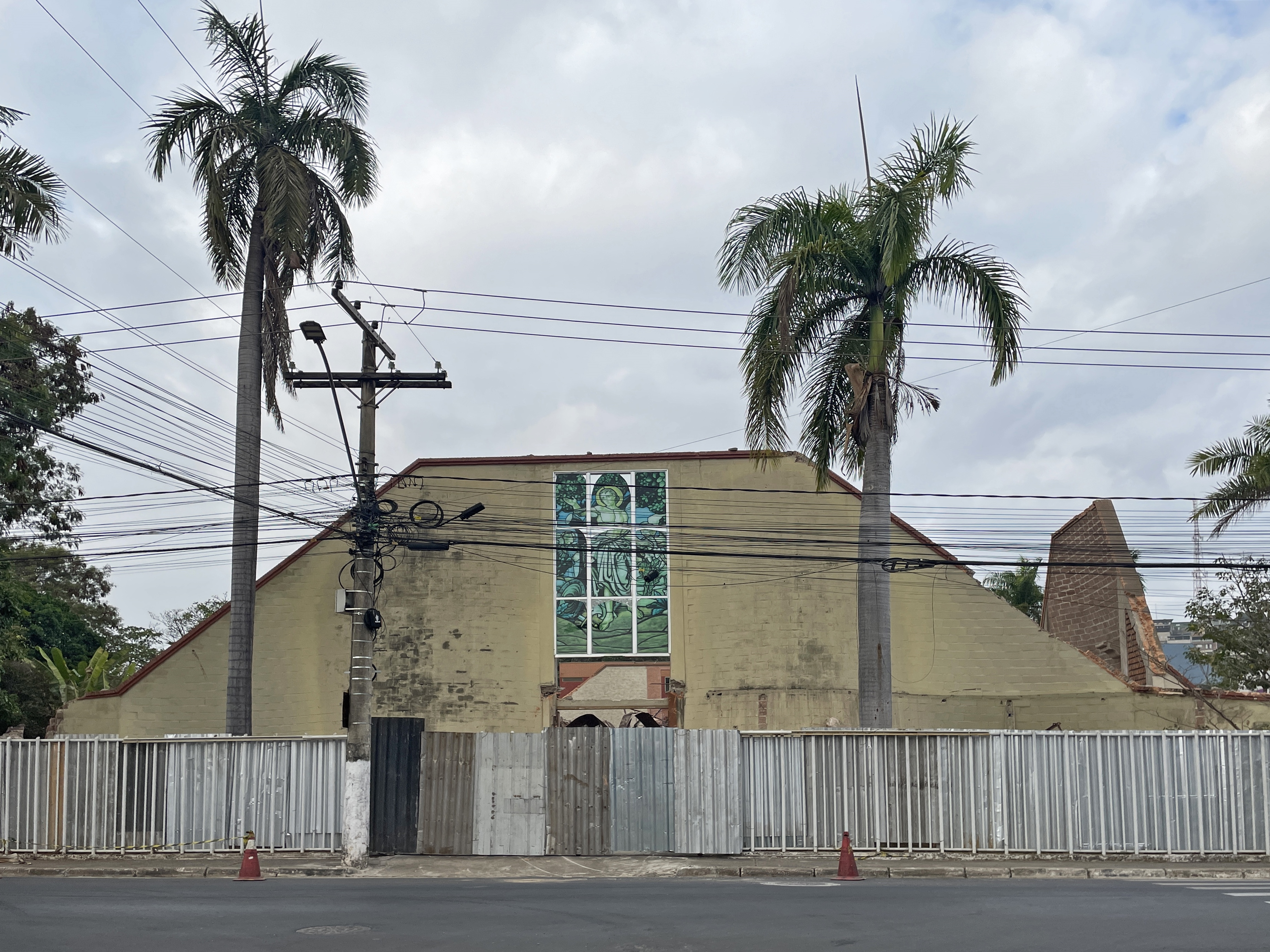
Catedral de São Sebastião após demolição do telhado em 2024

Na noite de 12 de maio de 2022, parte do telhado da catedral desabou. No momento do acidente não havia ninguém no interior da construção, que precisou ser interditada pela Defesa Civil. Coincidentemente, padre Élio da Silva Atahyde, um dos responsáveis pela construção do templo, morreu exatamente um ano mais tarde, em 12 de maio de 2023, em Belo Horizonte aos 87 anos.
Em 4 de agosto de 2023, foi apresentado o projeto de reconstrução do telhado e reforma estrutural do templo, prevendo um novo formato para sua cobertura. Por questões de custo e manutenção, em vez dos triângulos da obra original, foi proposto um telhado reto com telhas sanduíche, porém mantendo a altura de 9 metros da igreja. As aberturas existentes foram substituídas por vidro. O projeto ficou a cargo da arquiteta Lígia Araújo.
Pelo Decreto Municipal 8.543, de 2024, a co-catedral foi reconhecida como "Espaço de Memória" do município, a fim de facilitar a captação de recursos públicos para as obras de reconstrução. Em 16 de setembro de 2024, teve início a demolição de todo o teto para somente então começar as obras. Para a retirada da estrutura, foi necessário que o acesso das máquinas fosse feito por meio do Colégio Angélica, nos fundos do terreno.

## Implantação e acervo

Interior da catedral (2015)

A arquitetura original do templo, em estilo contemporâneo, foi inspirada na Catedral de Tóquio; esta, por sua vez, baseada em tendas que serviam como santuários móveis no deserto descritas na passagem bíblica do livro de Êxodo (26:14). Sua estrutura original foi construída composta de alvenaria estrutural em blocos de concreto. A fachada principal, voltada a leste para a Rua São Sebastião, no bairro Santa Helena, tem o formato semelhante ao de um triângulo isósceles — que, no entanto, não alcança o chão em suas arestas laterais. As fachadas laterais, por sua vez, são compostas por três desses triângulos. Os vitrais coloridos situados entre as colunas de ferro e o telhado também são características marcantes, representando passagens bíblicas nas extremidades de cada um dos "triângulos".
Na área externa havia um jardim ornamentado com espécies arbustivas, palmeiras-imperiais e forração em grama, e próximo à entrada principal havia uma miniatura da Estação do Calado (ver imagem). À frente da igreja também se encontrava uma fonte. No interior do templo foi instalada a escultura do orago São Sebastião doada por José Avelino Barbosa em 1992, ao ser comprada diretamente do escultor Léo Santana — conhecido por esculpir a estátua de Carlos Drummond de Andrade sentado na orla da praia de Copacabana, no Rio de Janeiro. O pai de José Avelino, o comerciante Rotildino Avelino, doou as imagens do padroeiro à primeira igreja da cidade, em 1929, e à atual Igreja Matriz, em 1949.
O interior da co-catedral de São Sebastião também abriga a Capela do Santíssimo, que foi reinaugurada em 2015, e um memorial a Dom Lélis Lara, falecido em 2016. Outro bem que faz parte da história da catedral é o órgão de tubos adquirido por Dom Lélis Lara na década de 70, oriundo da Igreja Presbiteriana do município de Lavras. Entretanto, cabe ressaltar que houve a necessidade de transferi-lo para a Igreja Matriz de São Sebastião após o desabamento do telhado em 2022, em função dos projetos de grandes reformas no local.

## Cultura

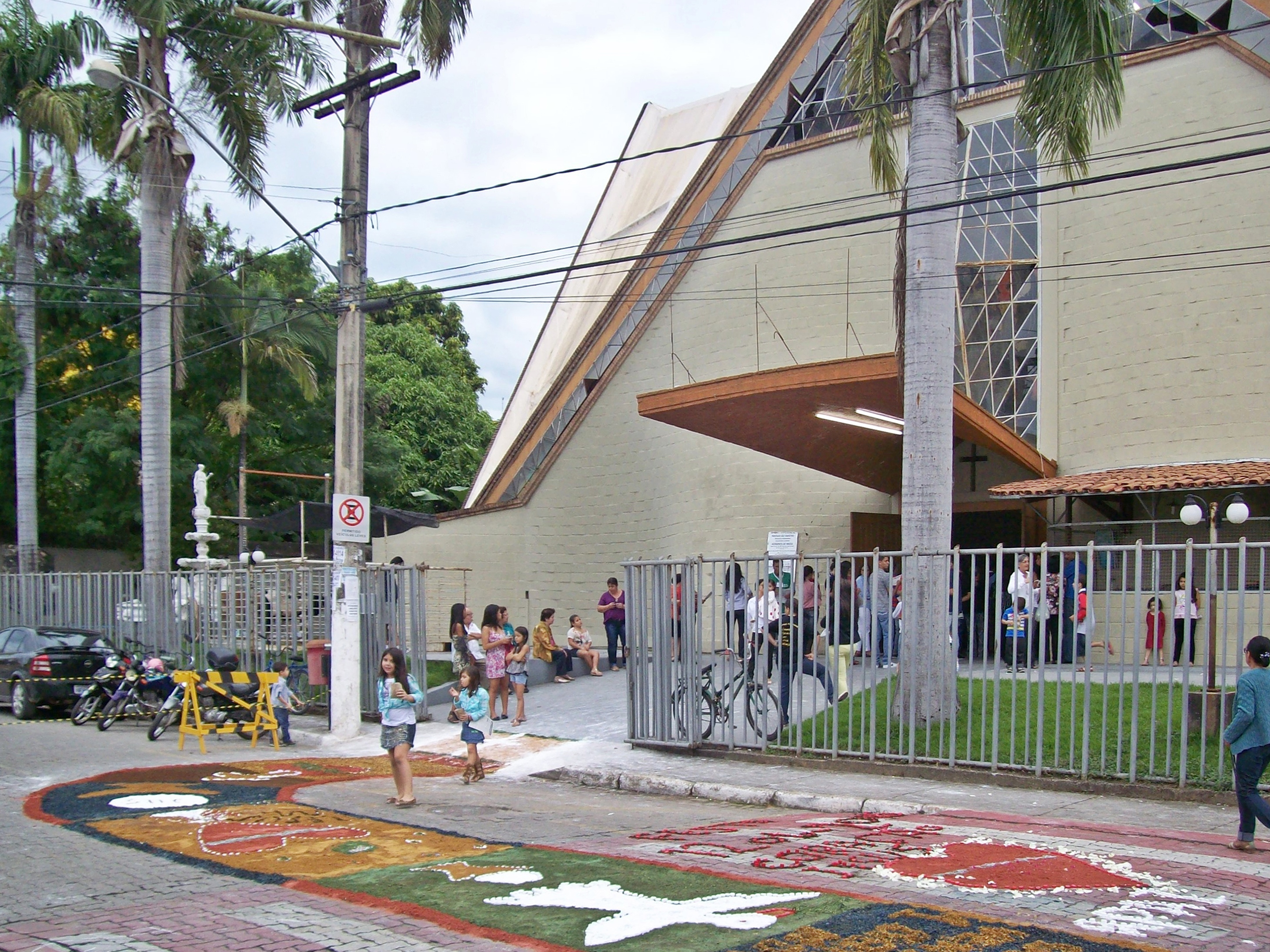
Tapetes de Corpus Christi em frente à catedral

A inauguração do templo, em 1993, consolidou sua consagração como co-catedral diocesana, em substituição à Igreja Matriz da cidade, representando assim o título de cossede da Diocese de Itabira-Fabriciano mantido pelo município desde 1979 — ao lado da Catedral Nossa Senhora do Rosário, sé episcopal diocesana, em Itabira. Desde sua criação, em agosto de 1948, a Paróquia São Sebastião é dirigida pela Congregação dos Missionários Redentoristas.
A construção da co-catedral centralizou a realização das atividades religiosas da cidade, mantendo também a organização de casamentos e missas semanais. As celebrações e eventos relacionados às festas de São Sebastião, da quarta-feira de cinzas, da Semana Santa, da Coroação de Maria e da Missa do Galo da Paróquia São Sebastião passaram a ser realizados ao redor da catedral.
Até a década de 1990, o percurso do tapete de Corpus Christi começava na Igreja Matriz e se direcionava até a Rua Pedro Nolasco, voltando então ao templo, sendo transferido para as ruas dos bairros Santa Helena e Professores após a conclusão da nova cossede diocesana. A procissão de Corpus Christi foi tombada como patrimônio cultural de Coronel Fabriciano em 2013.